# Província d'Erzurum
La província d'Erzerum és una província de Turquia de la regió d'Anatòlia oriental, amb capital a Erzurum. El nom clàssic de la regió és Karenitida. El nom li ve donat per la seva ciutat principal, l'actual Erzurum, que en armeni es deia Karin.

## Districtes
La província es divideix en 20 districtes:
- Aşkale
- Aziziye
- Çat
- Erzurum
- Hınıs
- Horasan
- Ilıca
- İspir
- Karaçoban
- Karayazı
- Köprüköy
- Narman
- Oltu
- Olur
- Pasinler
- Pazaryolu
- Şenkaya
- Tekman
- Tortum
- Uzundere